# Federico Mompellio
Federico Mompellio est un musicologue et compositeur italien, né le 9 septembre 1908 à Gênes et mort le 7 août 1989 à Domodossola,.

## Biographie
Diplômé en 1926 en piano au Conservatoire de Gênes, en 1928 en composition à Parme et diplômé de l'Université de Gênes en 1932 en littérature avec un mémoire sur l'histoire de la musique, il fut le lauréat l'année suivante de la chaire d'histoire de la musique au Conservatoire de Palerme, poste qu'il a également occupé à Parme. Il fut plus tard bibliothécaire au Conservatoire de Milan (1938-1949) et professeur d'histoire de la musique (1949-1968).
Il a travaillé comme critique musical pour divers périodiques: Il diapason, la Revue italienne de musicologie, la Nuova Rivista musicale italiana. En 1983, il a reçu le Prix Antonio-Feltrinelli de l'Académie des Lyncéens.
À partir de 1950, il a été professeur à la Faculté des lettres de l'Université de Pavie, de 1954 à 1971 à l'École de paléographie et de philologie musicale de Crémone. il a également été professeur d'histoire de la musique à l'Université de Milan. De 1964 à 1968, il a été vice-président de la Société italienne de musicologie et membre de l'Académie nationale Sainte-Cécile.
Le fonds Federico Mompellio est conservé à la bibliothèque du Conservatoire de Côme, comprenant des compositions autographes et des essais de musicologie.

## Publications
- La vie de Niccolò Paganini de Gênes, écrite et illustrée par Giancarlo Conestabile[6], partenaire de diverses académies, Milan, 1936.
- Pietro Vinci madrigaliste sicilien, Milan, 1937.
- Le Conservatoire royal de musique de Milan, Florence, 1941.
- Marco Enrico Bossi, Milan, 1952.
- Sigismondo d'India, musicien de Palerme, Milan, 1957.
- Lodovico Grossi da Viadana, musicien entre les XVIe et XVIIe siècles, Florence, 1967.

## Compositions
- Crumbs, pour piano à quatre mains.
- Fatima, conte mystique en trois parties pour voix, solistes, chœur et orchestre.